# Міжнародна асоціація з охорони промислової власності
Міжнародна асоціація з охорони промислової власності (англ. International Association for the Protection of Intellectual Property) — орган Міжнародного союзу з охорони промислової власності. Заснована в Брюсселі 1897 р. Статут прийнято 10 грудня 1927 р. Асоціація є міжнародною неурядовою організацією, що займається питаннями правової охорони винаходів, промислових зразків і товарних знаків.